# Rainbow 100

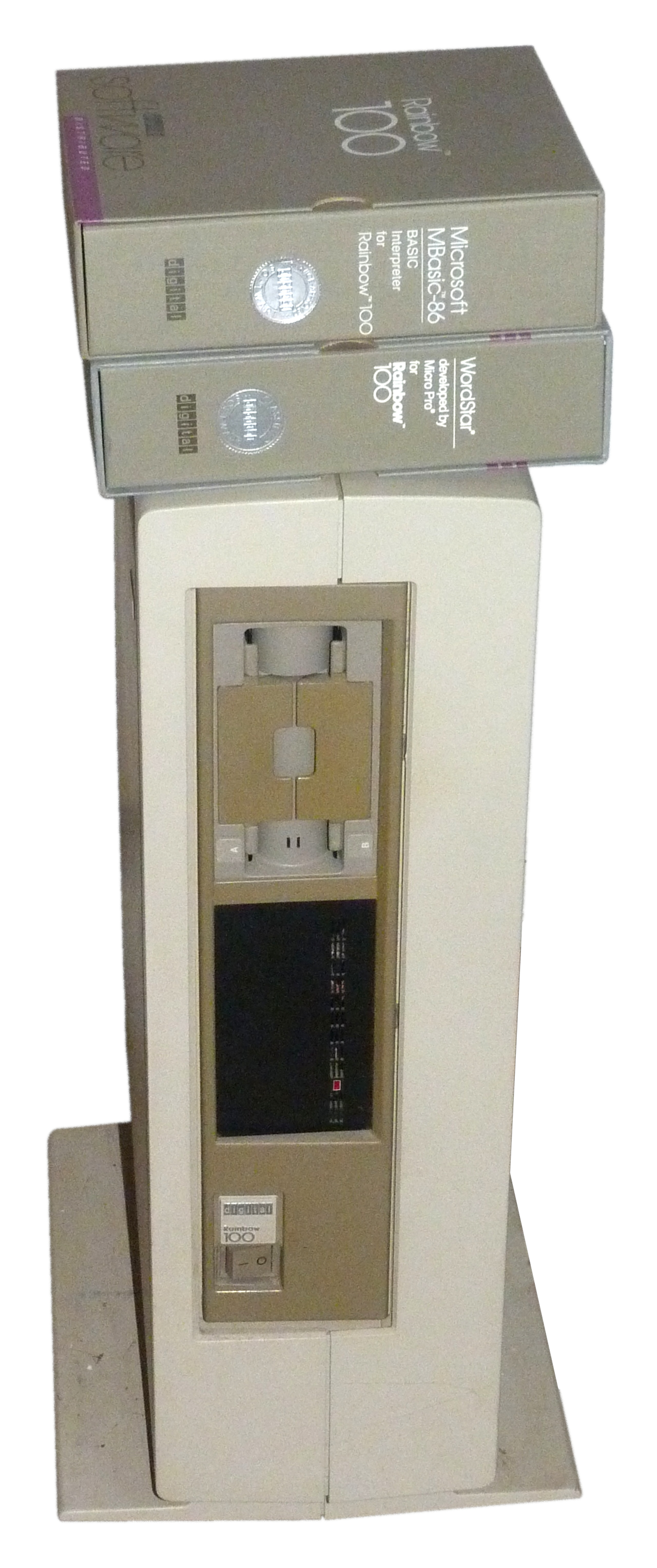
Rainbow 100 deskside-model en softwarepakketten

De Rainbow 100 is een personal computer die in 1982 geïntroduceerd werd door Digital Equipment Corporation (DEC).

## Hardware
De Rainbow 100 beschikte over zowel een 4 MHz Zilog Z80 als een 4,81 MHz Intel 8088 CPU. De computer kon op drie manieren gebruikt worden: als VT100-terminal voor interactie met de VAX-systemen van  DEC, als 8-bits CP/M-machine met behulp van de Z80 en als CP/M-86 of MS-DOS-machine met behulp van de 8088.
De diskettestations, bekend als de RX50, accepteerden speciale 5¼ inch diskettes van DEC. De eerste versies van de besturingssystemen op de Rainbow stonden geen low-level formattering toe, waardoor gebruikers RX50 diskettes moesten kopen bij DEC. De hoge kostprijs van de diskettes stuitte op kritiek. Latere versies van MS-DOS en CP/M stonden wel formattering van diskettes toe. Formatteringssoftware voor "normale" diskettes werd ook beschikbaar gesteld door derden.
Het basis Rainbow-systeem kon monochrome tekst weergeven in 80×24- of 132×24-karakters. Het systeem kon tekst in vetgedrukte letters, in dubbele breedte of in dubbele hoogte en breedte tonen. Een optionele module voegde grafische en kleurenweergavemogelijkheden toe aan het Rainbow-systeem. Vanwege het ontwerp van het grafische systeem kon de Rainbow twee computerschermen tegelijkertijd bedienen, waarvan er één afbeeldingen weergaf en de andere tekst.
De Rainbow werd het vaakst gecombineerd met de 12 inch VR201 monochrome monitor of de 13-inch VR241 kleurenmonitor, beide geproduceerd door Digital Equipment Corporation. Een uniek kenmerk van de Rainbow was dat de stroom voor de monochrome monitor geleverd werd via de videokabel, waardoor er geen aparte stroomkabel nodig was.
Omdat MS-DOS-compatibiliteit pas laat in het ontwerp werd toegevoegd, waren er overlappingen tussen hardware-interrupts en MS-DOS-software-interrupts. DEC kwam later met de geüpgradede Rainbow 100B, die deze overlapping oploste door wijzigingen op het moederbord aan te brengen. De 100B had nog andere verbeteringen, waaronder een uitgebreidere firmware en behuizing met een betere ventilator en voeding.

## Software
De Rainbow draait op het CP/M-86/80 besturingssysteem, dat detecteert of software is geschreven voor 16-bits CP/M-86 of 8-bits CP/M-80 en het op de juiste processor uitvoert.
DEC bracht later een versie van MS-DOS uit voor de Rainbow, maar er werd weinig DOS-software uitgebracht op Rainbow-media. Het grote probleem was dat deze MS-DOS versie niet volledig software- of hardwarecompatibel was met de IBM PC of PC DOS. De verwachting was dat programma's de MS-DOS-interface zouden gebruiken en niet rechtstreeks de onderliggende hardware. Veel belangrijke commerciële softwareproducten werkten echter wel rechtstreeks met de hardware om verschillende redenen, waaronder prestaties.
Tegen het einde van de levensduur van de Rainbow konden gebruikers een aantal IBM PC-compatibele MS-DOS-programma's draaien met behulp van de "Code Blue"-emulator. Deze toepassing emuleerde echter alleen het BIOS van de IBM PC en een deel van de hardware, waardoor programma's die rechtstreeks toegang hadden tot de videokaarten nog altijd niet goed werkten.
DEC porteerde ook zelf Microsoft Windows 1.0 naar de Rainbow.

## Verkoop
De Rainbow 100 werd geen succes omdat de markt gedomineerd werd door de eenvoudigere IBM PC en zijn klonen die de industriestandaard werden en omdat compatibiliteit met CP/M minder belangrijk werd dan IBM PC-compatibiliteit. David Ahl noemde het een rampzalige uitstap naar de markt voor personal computers. De Rainbow werd gelanceerd samen met de vergelijkbare DEC Professional en DECmate II die ook niet succesvol waren. 
Het falen van DEC om een significante positie te verwerven in de pc-markt met hoge volumes zou het begin van het einde betekenen voor de computerhardware-industrie in New England, aangezien bijna alle daar gevestigde computerbedrijven zich richtten op minicomputers voor grote organisaties, van DEC tot Data General, Wang, Prime, Computervision, Honeywell en Symbolics Inc.

## Verwijzingen in populaire cultuur
De DEC Rainbow was te zien in de films Ghostbusters, Beverly Hills Cop en The Adventures of Buckaroo Banzai Across the 8th Dimension.